# Краковский зоопарк

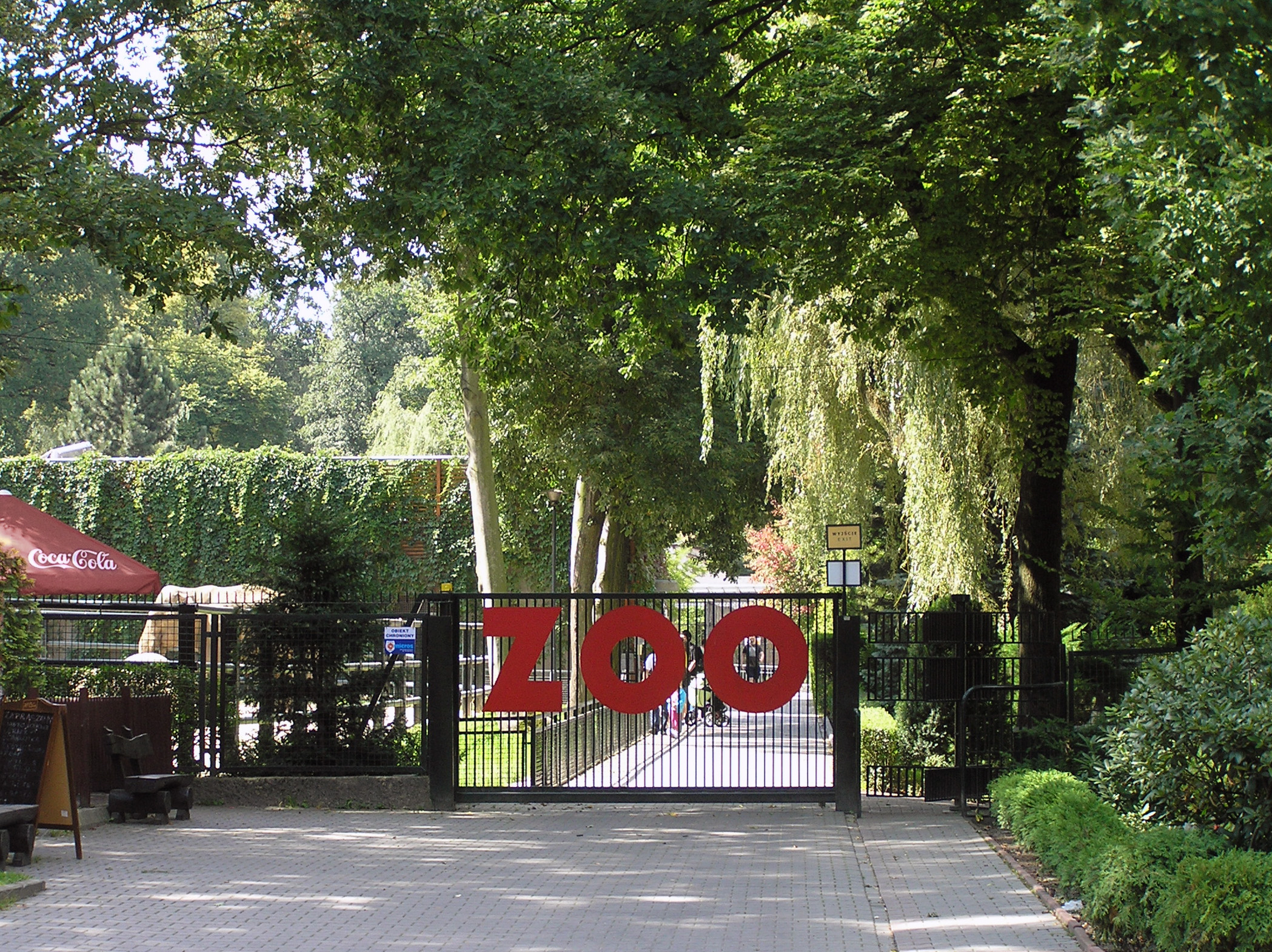
Краковский зоопарк

Краковский зоопарк (пол. Ogród Zoologiczny) — зоопарк, находящийся в Кракове на холме Пустельник на территории Вольского леса. Зоопарк является членом Европейской ассоциации зоопарков и аквариумов.

## История
В средние века в краковском Вавеле был зверинец, в котором находились различные обезьянообразные, львы, верблюды, леопарды и грызуны различных видов. Когда польский король Сигизмунд III перенёс польскую столицу в Варшаву, вавельский зверинец пришёл в упадок. С XVIII по конец XIX века в Кракове находились несколько самостоятельных зверинцев. В начале XX века активисты Краковского отделения Общества Естественной природы имени Николая Коперника Винценты Вобер, Казимеж Масланкевич, Леон Гольцер и Кароль Лукашевич выступили с инициативой основания нового зоопарка в Вольском лесе, рядом с монастырём камедулов в Белянах.
Новый зоопарк был торжественно открыт 6 июля 1929 года в присутствии польского президента Игнацы Мосцицкого. На день открытия краковского зоопарка в нём находилось 94 млекопитающих, 98 птиц и 12 пресмыкающихся.
В настоящее время представлены около 1.500 животных 260 видов. Площадь зоопарка составляет 17 га. Ежегодно зоопарк посещает около 300 тысяч человек.
Зоопарк находится в 8 км от центра Кракова. Проезд осуществляется автобусом № 134 от бывшей гостиницы «Краковия».
Для проезда к зоопарку на личном автомобиле, взимается экологический сбор за въезд на территорию заповедной зоны.